# بیان (شهر)
شهر بیان  (به عربی: بیان) در استان حولی در کشور کویت واقع شده‌است. جمعیت این شهر ۲۸٫۸۷۴ نفر است.